# Заболотно
Заболотно (рос. Заболотно) — присілок в Пустошкинському районі Псковської області Російської Федерації.
Населення становить 81 особу. Входить до складу муніципального утворення Пригородна волость.

## Історія
Від 2015 року входить до складу муніципального утворення Пригородна волость.

## Населення
| 2002 | 2010 |
| ---- | ---- |
| 105  | ↘81  |